# Popovics Sándor (labdarúgó)
Popovics Sándor (Keszthely, 1939. június 22. – Roosendaal, 2019. július 1.) magyar labdarúgó, edző.

## Pályafutása

### Játékosként
1957 nyarán a Keszthelyi MÁV-tól igazolta a Szombathelyi Haladás. Egy év múlva a ZTE játékosa lett.  Ezt követően az Elektromos játékosa volt. 1960-ban a csapat nyugati túrájáról nem tért vissza. Játékosként megfordult  a német Greuther Fürth, valamint a holland Sparta Rotterdam és AZ csapataiban is.

### Edzőként
Profi labdarúgó-pályafutása után alacsonyabb osztályú holland csapatoknál kezdett el edzősködni. 1981 és 1983 között a belga KSV Waregem csapatát irányította, mellyel 1982-ben megnyerte a belga-szuperkupát. A nyolcvanas években több holland élvonalbeli csapatnak is az edzője volt. Magyarországon két ízben volt az MTK edzője (1994, 2002).

### Magánélete
Lánya, Claudia a magyar válogatott labdarúgókapus, Babos Gábor felesége.

## Sikerei, díjai
- KSV Waregem
  - Belga labdarúgó-szuperkupa: 1982